# Steen Knudsen
Steen Knudsen (født 1. juli 1961) er en tidligere dansk fodbolddommer. 
Han dømte i Superligaen fra 1998 til 2004, hvor det i alt blev til 80 kampe i landets bedste fodboldrække. Hans debutkamp i Superligaen var den 4. oktober 1998 i kampen mellem Lyngby FC og Viborg FF, der endte 2-3.
Knudsen stoppede som dommer i Superligaen i for at give plads til yngre dommere.